# Sarugaku
Pour les articles homonymes, voir Sangaku (homonymie).

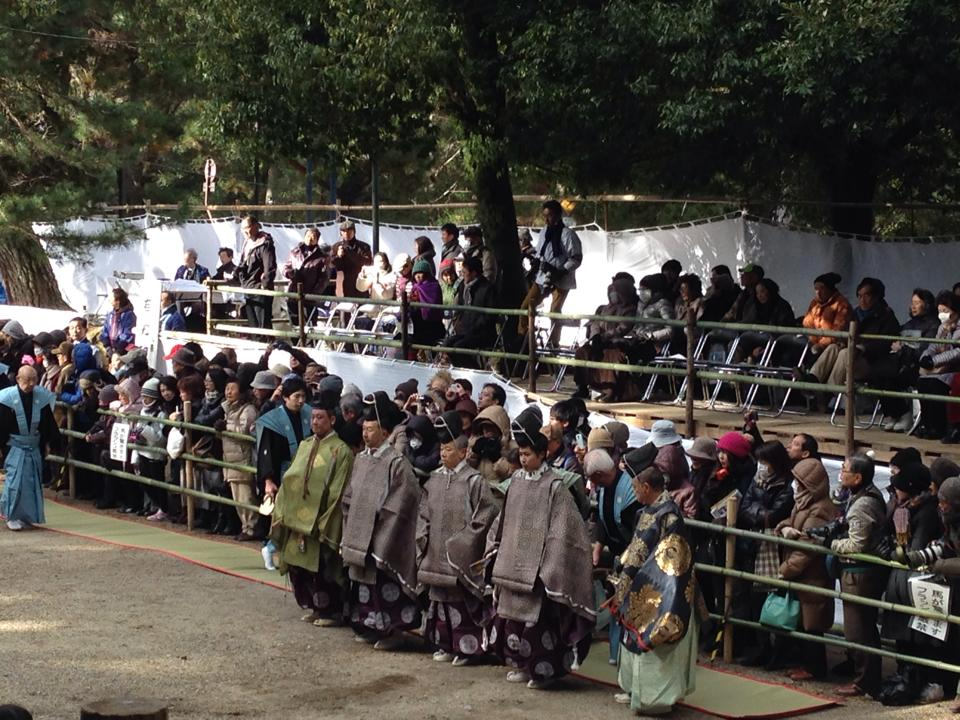
Performance de sarugaku lors du festival de Kasuga Wakamiya Onmatsuri

Le sarugaku (猿楽, littéralement « musique du singe »), ou sangaku, était une forme de théâtre populaire au Japon du XIe au XIVe siècle. Il dérive du sangaku, une forme de spectacle se rapprochant du cirque moderne, et comportant surtout des acrobaties, de la jonglerie, de la pantomime et parfois des danses avec taiko.
Le sarugaku passa de la Chine au Japon au VIIIe siècle et s'y mêla aux traditions locales, notamment les célébrations du dengaku au moment des récoltes. Au XIe siècle, le genre commença à intégrer des numéros comiques en même temps que d'autres éléments disparaissaient. Vers la fin du XIIe siècle, le terme de « sarugaku » en était venu à désigner des dialogues humoristiques basés sur des jeux de mots (toben), des danses comiques en groupe improvisées (rambu), de courtes pièces jouées par quelques acteurs et des arrangements musicaux inspirés des traditions de cour. Au XIIIe siècle se produisit une évolution générale vers une codification des paroles, des gestes et de la musique, ainsi que de l'ordre du programme. On adopta aussi un système de guildes (za) qui fut à l'origine de toutes les écoles de nô contemporaines. Le kyōgen est également dérivé du sarugaku.

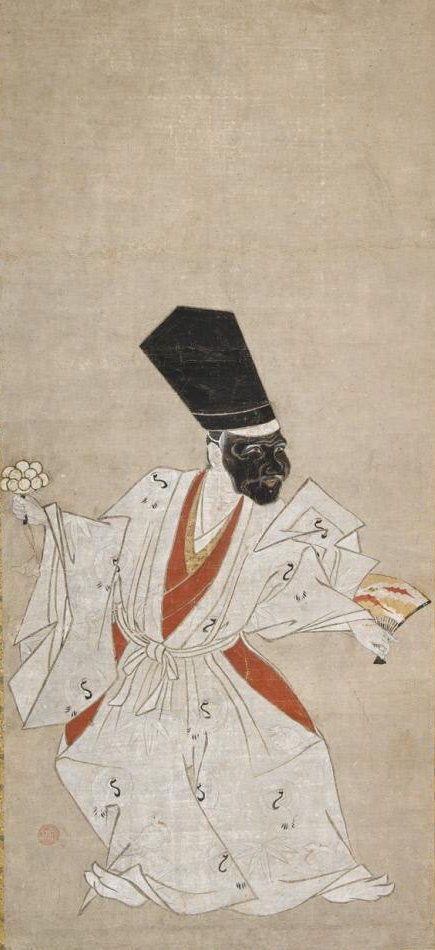
Sambasō dansant lors d'une performance de sarugaku, Soga Sōjō

Particulièrement significatif fut le développement de troupes de sarugaku dans le Yamato, autour des villes de Nara et de Kyoto pendant la période Kamakura et le début de la période Muromachi. La troupe de nô-sarugaku Yuzaki, dirigée par Kan'ami donna notamment en 1374 un spectacle devant le jeune shogun Ashikaga Yoshimitsu dont le succès lui assura la protection du shogunat et permit à cette forme artistique de sortir durablement des brumes de son passé plébéien. À partir de ce moment, le terme de sarugaku céda la place dans la nomenclature ordinaire à celui de nô.
Le terme japonais « sarugaku » est aussi utilisé dans d'autres contextes, pour parler d'un emploi ou d'une profession qui semble déprécier l'employé ou le traiter comme un objet de divertissement plutôt que comme un professionnel.